# Intelekt Kollapse
Intelekt Kollapse – polski undergroundowy film surrealistyczny, którego reżyserami są Jacek "Katos" Katarzyński i Krzysztof "Geryon" Włodarski (znany z działalności w zespole Profanum).
Film traktuje o niespełnionym, pozbawionym natchnienia pisarzu, który nie potrafi dokończyć swej książki.
Ważną częścią filmu jest muzyka stworzona przez zielonogórski zespół Profanum. 
Obraz został wyróżniony na festiwalach offowych, m.in. na Żywieckim Festiwalu Filmów Amatorskich, Rybnickiej Prezentacji Filmu Niezależnego. Po prawie dwóch latach od premiery film został wydany przez Pagan Records na DVD.

## Obsada
| Aktor/Aktorka             | Rola               |
| ------------------------- | ------------------ |
| Jacek "Katos" Katarzyński | K.                 |
| Roman Garbowski           | Demiurg            |
| eLL                       | Pokojówka          |
| Janka                     | Kobieta I          |
| R.K.                      | Kobieta II         |
| Bastis                    | Asystent profesora |